# Чучельский перевал
Чуче́льський пере́вал, также известный как Савлу́х-Су-Бога́з (укр. Чучельський перевал, крымскотат. Çuçel boğazı, Savluq Suv boğazı, Чучель богъазы, Савлукъ Сув богъазы) — понижение в северо-западном отроге Бабуган-Яйлы (хребет Синаб-Даг). Перевал соединяет долину Качи и Центральную Котловину (долину реки Альма). Расположен на территории Крымского природного заповедника.   

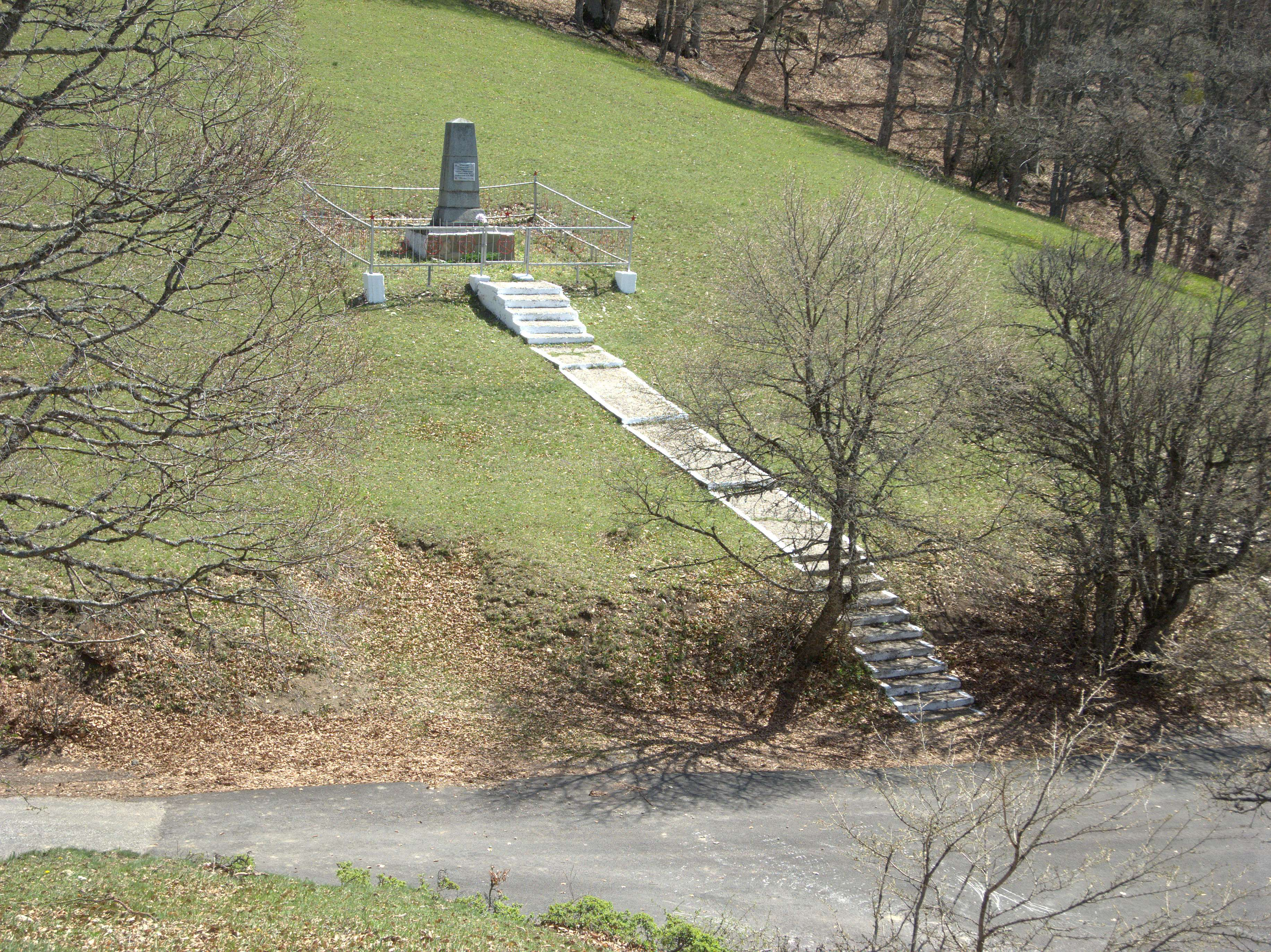
Памятный знак в честь крымских партизан

## Описание
Расположен на территории Крымского природного заповедника.  Находится в северных склонах Бабуган-яйлы. Высота перевала — 1157 м. Через перевал проходит Романовское шоссе, которое было открыто 23 октября 1913 года (по старому стилю).
На перевале, в 20 метрах выше полотна дороги, находится Памятный знак в честь крымских партизан, объект культурного наследия регионального значения.  Объект культурного наследия народов РФ регионального значения. Рег. № 911710829600005 (ЕГРОКН)